# Stalburg Theater

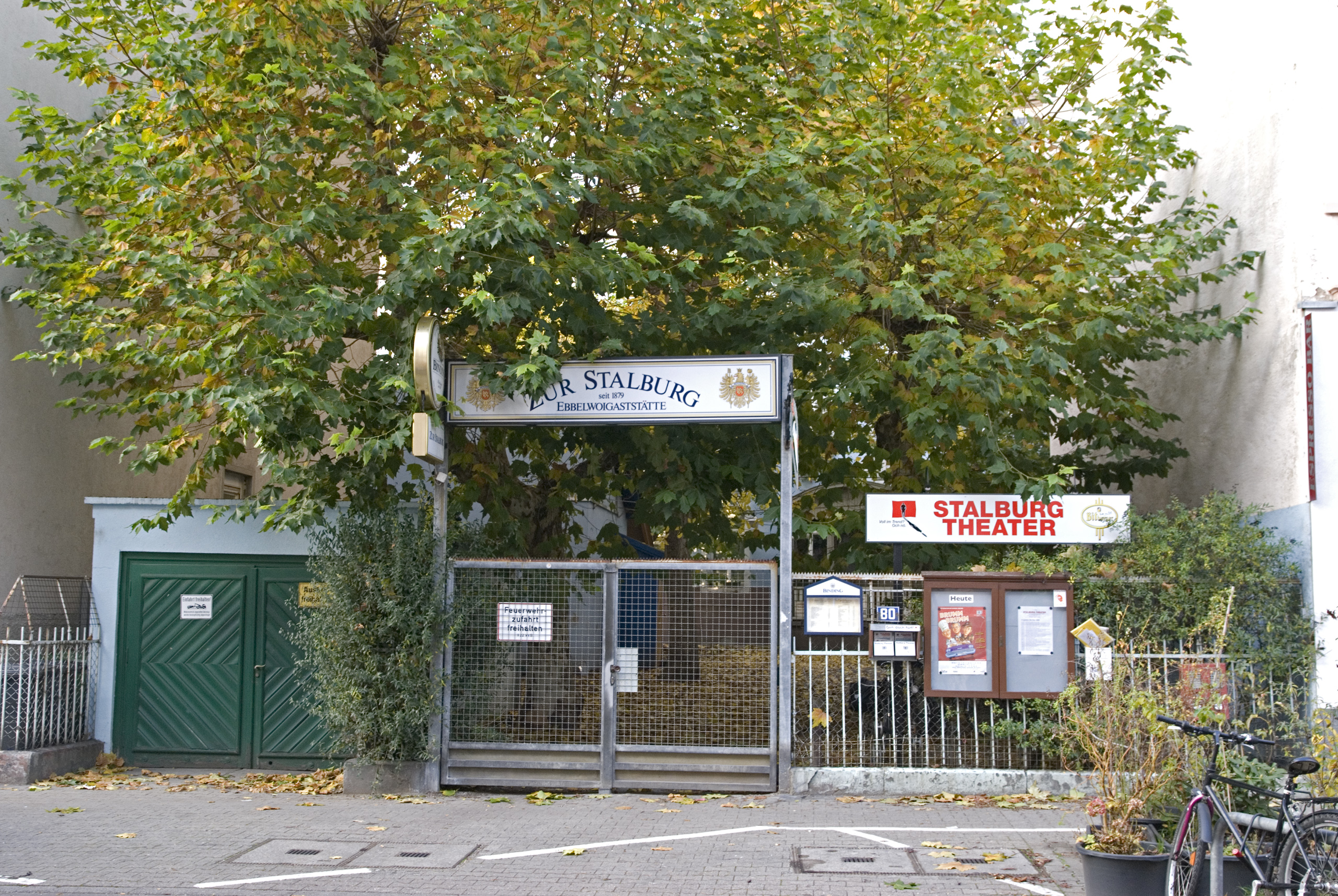
Eingang zum Stalburg Theater an der Glauburgstraße, November 2008

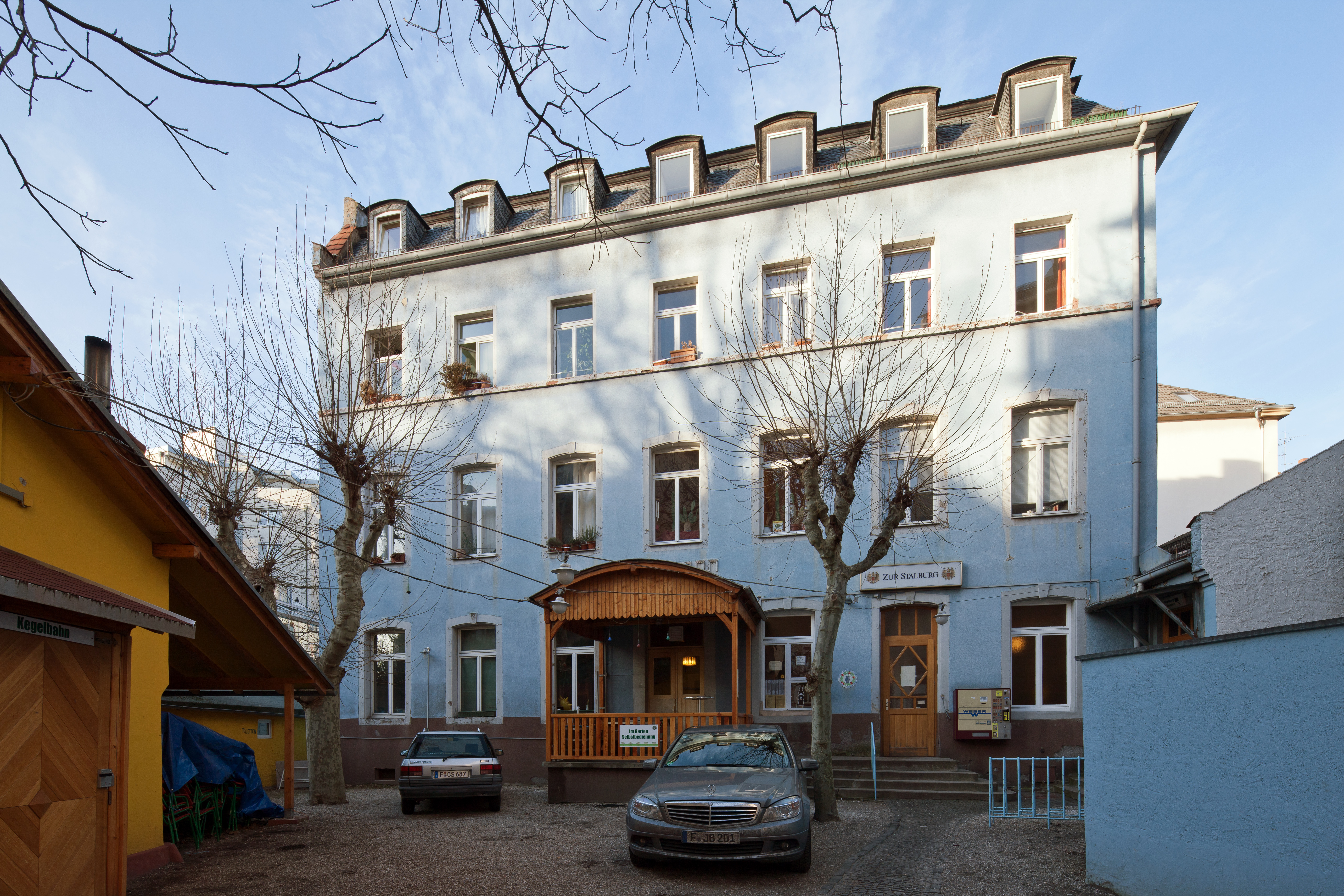
Hauptgebäude von Süden, Februar 2012

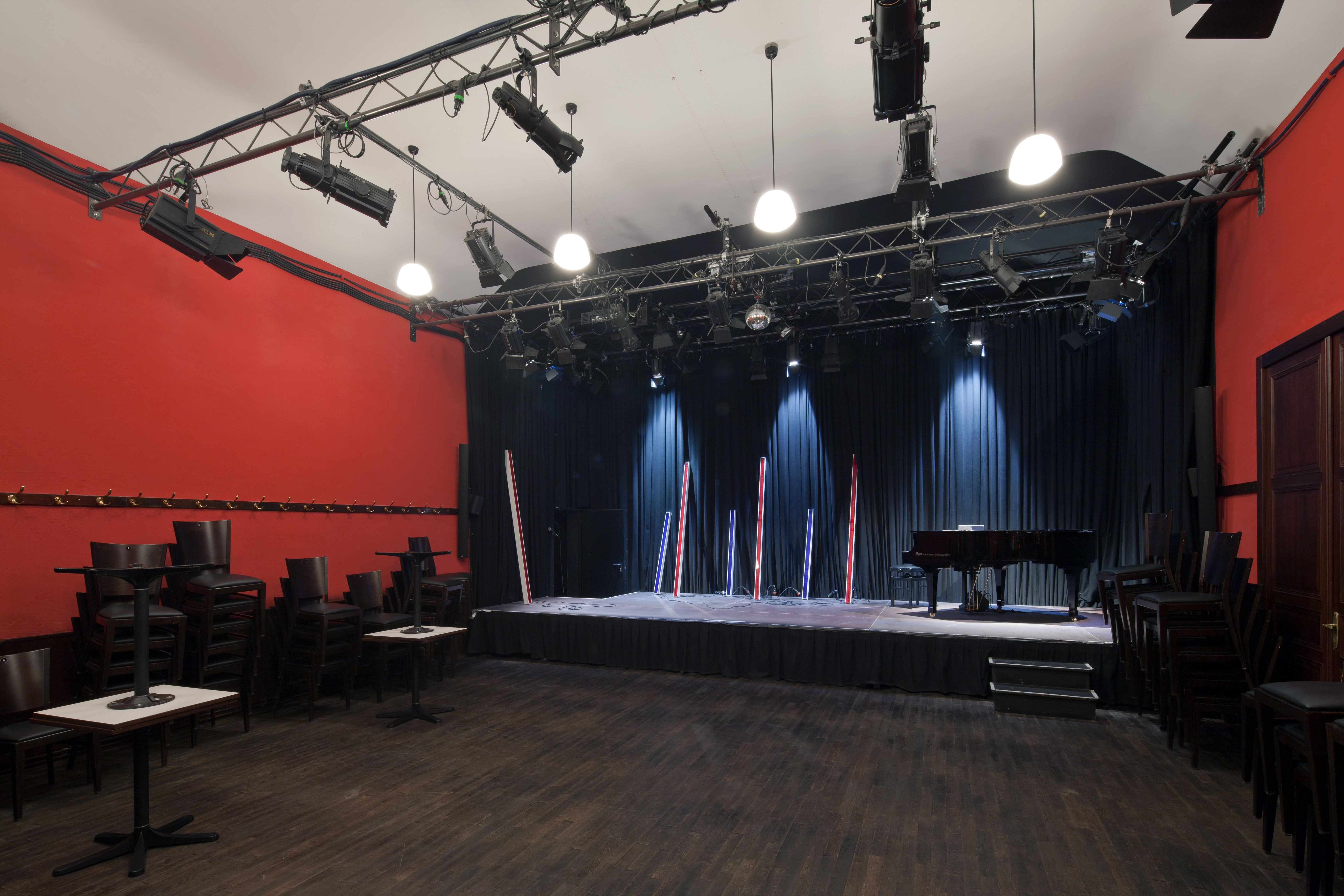
Theatersaal April 2012

Das Stalburg Theater ist ein Ende der 1990er Jahre von dem Journalisten Michael Herl gegründetes Theater im Frankfurter Stadtteil Nordend.

## Geschichte
An der heutigen Stelle lässt sich bereits 1415 ein Gebäude nachweisen. Ende des 15. Jahrhunderts kam es in den Besitz des damals reichsten Frankfurter Patriziers, Claus Stalburg, nach dem es seitdem, aufgrund seiner Eigenschaft als abgelegener Landsitz, als Stalburger Oede bekannt war. Das Gebäude wurde im frühen 18. Jahrhundert barockisiert, in der Gründerzeit in den Bau der Apfelweinwirtschaft Zur Stalburg einbezogen, die 1879 eröffnete.
Seitdem hat sich an dem Gebäude fast nichts mehr verändert, es kamen überwiegend in der Zeit zwischen 1900 und dem Ersten Weltkrieg einige Anbauten hinzu, darunter östlich des Hauptgebäudes ein Tanzsaal. Neben Festivitäten diente er auch als Treffpunkt von Männergesangsvereinen, von denen sich der letzte im Jahre 2010 auflöste.
Im November 1998 wurde in dem somit zunehmend nicht mehr genutzten Tanzsaal das Stalburg Theater von dem Journalisten Michael Herl ins Leben gerufen. Wirtschaftlicher Träger ist ein gemeinnütziger Verein.

## Programm
Das Haus unterhält von September bis Juni einen nahezu täglichen Spielbetrieb. Das Programm besteht vorwiegend aus Eigenproduktionen, die etwa 80 Prozent des Spielplans ausmachen. Die restlichen 20 Prozent bestreiten Gastensembles sowie Kabarettistinnen und Kabarettisten. Einige mittlerweile bundesweit bekannte Künstler wie Claus von Wagner, Mathias Tretter, Philipp Weber oder Lisa Eckhart begannen hier ihre Karriere. Dauerbrenner des Hauses ist die Kochsatire "Wer kocht, schießt nicht" von Michael Herl. Ilja Kamphues hat das Solostück seit 26. September 2002 mittlerweile nahezu 800 Mal aufgeführt.
Jeden Sommer veranstaltet das Stalburg Theater seit 2003 das Stalburg Theater offen Luft (Stoffel), eine fast vierwöchige Freiluft-Veranstaltung im Günthersburgpark mit zwei täglichen Programmen bei freiem Eintritt.